# M4 PLANT

Anlagenplanung in M4 PLANT

M4 PLANT (ursprünglich MPDS, ab 2006 MPDS4) ist die neue Version eines Software-Pakets für die 3-dimensionale Planung und Konstruktion großer Anlagen und Fabriken. Die Software wird durch die Firma CAD Schroer entwickelt und vertrieben. Die aktuelle Version 7.1 wurde im September 2021 für das Betriebssystem Windows freigegeben.

## Geschichte
Im Jahre 1977 gründete der britische Computer-Forscher Dick Newell zusammen mit Tom Sancha die Firma Cambridge Interactive Systems (CIS), die sich zuerst vornehmlich der Entwicklung eines 2D-CAD-Systems widmete. CABLOS war eine CAD-Lösung für die Planung von elektrischen Kabelsystemen, die als Erstes im Jahr 1979 von der Firma Dowty Engineering eingesetzt wurde. Der erste Anwender in Deutschland war BMW, die CABLOS für die Planung der Autoelektronik nutzten. Bald wurde CABLOS unter dem Namen MEDUSA (seit 2020 M4 DRAFTING) weiter vermarktet und weltweit bekannt. In diesem Zeitraum begann auch die Entwicklung eines eigenen 3D-Modellierungskerns für MEDUSA.
Im Jahr 1980 ging CIS eine Partnerschaft mit Prime Computer ein, einem in den USA beheimateten Hersteller von Computer-Hardware. Prime bekam den Zugriff auf den MEDUSA-Quellcode, sollte der Erfolg für CIS ausbleiben. Im Jahr 1983 wurde CIS von Computervision übernommen.
Mit der Übernahme von CIS startete Computervision die Entwicklung des MEDUSA Plant Design System (MPDS), der ersten Anlagenbausoftware, die auf einer relationalen Datenbank basierte. Die Entwickler wussten aus ihren früheren Erfahrungen mit den bis dahin verfügbaren Datei-basierenden und Macro-gesteuerten Systemen, dass die nächste Generation von Anlagenbausystemen auf einer relationalen Datenbank basieren müsste, um das enorme Datenvolumen und die komplexen Beziehungen zwischen den Bauteilen verwalten zu können. Hatte man es im mechanischen CAD in der Regel mit Maschinen mit einigen Tausend Einzelteilen zu tun, waren im Anlagenbau Hunderttausende von Komponenten typisch. Um diesen neuen Ansatz realisieren zu können, wurden eigens die objektorientierte Programmiersprache baCIS2 und die systemspezifische relationale Datenbank MDB entwickelt. Für die Erzeugung von 2D- und 3D-Geometriedaten für die Anlagenplanung setzte man auf die vorhandene MEDUSA-Technologie. Durch diesen neuen Ansatz entstand ein vollkommen datenzentrisches Konzept, das die Darstellung einer Anlage von der darunter liegenden Datenbasis trennt, wodurch die Planung sehr großer Anlagen in einem System ermöglicht wurde.
Im Jahr 1988 erreichte MPDS (heute M4 PLANT) die Marktreife und wurde an den ersten Kunden NEI Parsons (Northern Engineering Industries, später übernommen von Rolls Royce Industrial Power Group) ausgeliefert. Ein weiterer Erstkunde wurde Courtaulds Engineering, der schon MEDUSA im Einsatz hatte. Im gleichen Jahr übernahm Prime Computer den Wettbewerber Computervision und gab seinem CAD-Bereich den Namen Prime Computervision, da die zukünftige Ausrichtung beider Unternehmen der Softwareentwicklung galt. Die Vermarktung der eigenen Superminirechner lief noch einige Jahre parallel dazu weiter. Die Entwicklung von MEDUSA und MPDS wurde in den 1990er Jahren in Cambridge weiter vorangetrieben.
Im Jahr 1993 wurde die nächste Version von MEDUSA und MPDS veröffentlicht. Die Version 13 wurde unter MEDUSA NG (Next Generation) und MPDS NG veröffentlicht. In dieser Version wurde der Wechsel von der Tablett-Bedienung auf die Grafikoberfläche vollzogen. Darüber hinaus erfolgte eine erneute Portierung auf Windows.
Im Jahr 1994 wurde die Außenstelle von Computervision in Cambridge geschlossen und nach Natick bei Boston verlagert, wo die Firmenzentrale lag. Als Resultat gründeten fünf der Computervision-Mitarbeiter und MEDUSA-Spezialisten die Firma Quintic Ltd in Cambridge. Dieses Unternehmen arbeitete nun als Dienstleister für Computervision und unterstützte die Entwicklung von MEDUSA und MPDS.
Im Jahr 1998 übernahm der amerikanische CAD Anbieter Parametric Technology Corporation (PTC) das Unternehmen Computervision, um die Rechte an dem Datenmanagementsystem Optegra (heute Windchill) zu erlangen. Die Entwicklungspartnerschaft von MEDUSA und MPDS zwischen Quintic und Computervision wurde damit auf PTC übertragen.
Eine der größten MEDUSA- und MPDS-Anwendergruppen befand sich in Deutschland. Die CAD Schroer GmbH, ein im Jahr 1986 als Engineering-Dienstleister gegründetes deutsches Unternehmen, wurde im Jahr 1992 zu einem MEDUSA- und MDPS-Anbieter und entwickelte in den Folgejahren eine enge Partnerschaft mit Computervision. Im Jahr 2001 übernahm CAD Schroer alle Rechte an MEDUSA und MPDS von PTC. Als Entwicklungs-Partner arbeiteten CAD Schroer und Quintic zusammen, um die Entwicklung der vierten Generation von MEDUSA und MPDS voranzutreiben. Diese enthielt eine komplette Überarbeitung des Funktionsumfangs, die Entwicklung einer neuen Benutzeroberfläche (GUI) auf QT-Basis, die Möglichkeit des Datenaustauschs mit anderen Systemen und die Portierung auf Linux.
Im Jahr 2005 übernahm CAD Schroer den Entwicklungs-Partner Quintic und sicherte somit das Entwicklungs-Know-how für MPDS, das bis auf die Anfangszeiten von CIS und Prime Computer geht.
Im Jahr 2006 veröffentlichte CAD Schroer MPDS4, die vierte Generation von MPDS. Das Unternehmen erweitert seitdem den Funktionsumfang der Software, zum Beispiel um die 3D-Fabrikplanung auf Basis von 2D-Zeichnungen (FACTORY LAYOUT).
Im Jahr 2016 veröffentlichte CAD Schroer MPDS4 Version 6.1 mit einer komplett überarbeiteten Benutzeroberfläche.
Im Jahr 2021 wurde MPDS4 zusammen mit der Veröffentlichung der Version 7.0 auf den Namen M4 PLANT umbenannt und ist seither unter diesem Namen erhältlich. 

## Funktionsumfang
M4 PLANT (früher MPDS - MEDUSA Plant Design System) wurde ursprünglich für die Planung von Anlagen und Rohrleitungssystemen entwickelt. Heute enthält die Software auch Module für die 2D/3D Fabrikplanung, Erzeugung von R&I-Fließbildern (P&ID), Planung von Fördersystemen, Stahlkonstruktionen, Heizungs-, Klima- und Lüftungssystemen, Kabeltrassen oder Befestigungssystemen.

### Datenbankarchitektur
Die Planung und Konstruktion in M4 PLANT erfolgt auf Basis einer Datenbank. Diese kann zentral oder projektspezifisch angelegt werden und enthält einen Komponentenkatalog und alle den Komponenten zugewiesenen Attribute. Diese steuert sowohl die Darstellung als auch die Benutzerverwaltung in M4 PLANT und erlaubt eine Anbindung der Software an andere datenbankbasierte Systeme (ERP).

### Darstellung
Die Darstellung der eingeladenen Katalogkomponenten in M4 PLANT erfolgt auf Basis der den jeweiligen Bauteilen zugewiesenen Attribute. Durch diese modellunabhängige 3D-Darstellung können auch sehr große Anlagen und Fabriken komplett dargestellt und bearbeitet werden. Das System unterstützt verschiedene Detailstufen, dadurch können Komponenten detailgetreu, stark vereinfacht oder zum Beispiel als der für die Kollisionskontrolle benötigte Raum dargestellt werden.

### Benutzerverwaltung
Mit der Benutzerverwaltung können in M4 PLANT verschiedene Benutzer angelegt und verwaltet werden. Diesen Benutzern können unterschiedliche Rechte zugewiesen werden, die den Zugriff auf einen bestimmten Bereich einer Anlage oder auf ein bestimmtes Modul erlauben. Unterstützt wird dies durch eine integrierte Versions- und Änderungsverwaltung.

### Qualitätsmanagement
M4 PLANT enthält eine harte und weiche Kollisionsprüfung. Diese kann entweder für das ganze Projekt, zwischen einzelnen Systemen oder zwischen ausgewählten Komponenten durchgeführt werden. Eine Konsistenzprüfung erlaubt die Überprüfung der Einhaltung von festgelegten Konstruktionsrichtlinien. Die Prüfungen können in Form eines anpassbaren Berichts ausgegeben werden. Die verbauten Komponenten können in Form von Stücklisten ausgegeben werden.

## Schnittstellen
3D-Schnittstellen: STEP, IGES, 3D DXF, 3D DWG, 3D PDF, FBX, STL, VRML, VDA-FS
2D-Schnittstellen: DWG, DFX, DGN
BIM-Schnittstelle: IFC (Industry Foundation Classes) 
PLM/ERP-Schnittstellen: SAP durch ECTR, Windchill, Teamcenter

## Module
M4 PLANT bildet die Basis des Anlagenbau- und Fabrikplanungssystems und beinhaltet je nach Paket verschiedene Module.

Rohrleitungsbau in M4 PLANT

Fabrikplanung in M4 PLANT

Rundgänge in M4 PLANT

PIPING DESIGN
PIPING DESIGN ist ein Modul für den industriellen Rohrleitungsbau. Der Funktionsumfang erlaubt die Erzeugung und Bearbeitung kompletter Rohrleitungssysteme. PIPING DESIGN unterstützt die P&ID getriebene Konstruktion. Dadurch können R&I-Diagramme datenbankgesteuert als Basis für die anschließende Konstruktion verwendet werden. Zusätzlich ist ein Modul zur automatischen Erzeugung von Rohrleitungsisometrien enthalten.
P&ID
P&ID dient der Erzeugung von Rohrleitungs- und Instrumentierungsfließbildern. Die Konstruktion kann auch datenbankgestützt auf Basis von vorgegebenen Materiallisten durchgeführt werden. Durch die Integration mit der 3D Anlagenplanung kann ein Abgleich zwischen R&I Fließbild und 3D Planungsstand erfolgen.
FACTORY LAYOUT
Das FACTORY LAYOUT Modul erlaubt den Import von 2D-Layouts in die 3D-Planungsdaten. Aus 2D-Grundrissen können durch die Zuweisung von Höhenattributen komplette 3D-Gebäude erzeugt werden. Betriebsmittel können im 2D-Layout als Symbole abgesetzt werden. Die dazugehörigen Modelle werden dann automatisch in die 3D-Umgebung geladen.
MECHANICAL HANDLING
Mit dem MECHANICAL HANDLING Modul können einzelne Komponenten schnell und einfach zu umfangreichen Handling- und Fördersystemen verbunden werden. Im Modul enthalten sind verschiedene Förderbänder, Kräne, Roboter und Gabelstapler. Die Komponenten können automatisch entlang einer Linie zu einem Fördersystem verbunden werden.
STEEL DESIGN
STEEL DESIGN ist ein Modul für die Erzeugung kompletter 3D-Stahlkonstruktionen für gesamte Anlagen und Fabriken. Die Applikation enthält verschiedenste Stahlprofile und erlaubt die Erstellung von Stahlträgern, Plattformen, Treppen und Leitern.
DUCTING DESIGN
DUCTING DESIGN ist ein Modul für die Planung von Heizungs-, Klima- und Lüftungssystemen. Der Funktionsumfang erlaubt die Erzeugung kompletter 3D-Klimasysteme. Die Applikation enthält verschiedenste Kataloge mit Kanälen, Übergängen, Ventilen oder Lüftern.
ELECTRICAL DESIGN
ELECTRICAL DESIGN ist ein Modul für die Planung elektrotechnischer Systeme. Der Funktionsumfang erlaubt die Erzeugung kompletter 3D-Kabeltrassensysteme. Die erweiterbaren Kataloge beinhalten Elektrik- oder Steuerungsausrüstungen sowie Kabelbrücken, -schächte und -kanäle. Mit ELECTRICAL DESIGN können erstellte Kabelschächte oder -kanäle dazu genutzt werden Kabel zu verlegen oder sie mit freiliegenden Komponenten zu verbinden. Die Auto-Routing-Funktion sucht automatisch die jeweils kürzeste Route. Durch die Leistungsanalyse können komplette Netzwerke auf die darin benötigte Leistung hin analysiert werden.
HANGERS & SUPPORTS DESIGN
HANGERS & SUPPORTS DESIGN ist ein Modul für die Planung von Aufhängungs- und Befestigungssystemen. Der Funktionsumfang erlaubt die Erzeugung von Befestigungen zwischen Rohrleitungen und dem Stahlgerüst.
ENGINEERING REVIEW
ENGINEERING REVIEW ist ein Modul zur visuellen Überprüfung und Präsentation kompletter Anlagen oder Fabriken in 3D. Das Modul enthält Funktionen zum Setzen von Transparenzen und bietet die Möglichkeit komplette Rundgänge völlig frei zu definieren und abzuspeichern. Zusätzlich können die Rundgänge als Videos exportiert werden.
M4 REVIEW
M4 REVIEW ist ein von M4 PLANT unabhängiger 3D-Viewer. Mit dieser standalone Anwendung können M4 PLANT oder M4 DRAFTING 3D- und 2D-Daten interaktiv betrachtet, virtuelle Rundgänge durchgeführt oder Konstruktionen im Detail überprüft werden.

## Unterstützte Betriebssysteme
M4 PLANT unterstützt in der Version 7.1 das Betriebssystem Microsoft Windows 10 Pro (64 Bit).

## Anwendungsgebiete
M4 PLANT wird in der Industrie für die 3D-Planung von Anlagen unterschiedlichster Art und Größe genutzt. Dabei werden CAD-Modelle von Maschinen importiert und in M4 PLANT in Form von Aufstellungsplänen oder Layouts räumlich eingeplant. Danach werden diese mit Hilfe der enthaltenen Module miteinander verbunden. Es können komplette Systeme aus Rohrleitungen, Kabeltrassen oder Lüftungskanälen geplant werden. Für die Transport- und Lagerplanung beinhaltet die Software Module für die Förder- und Handlingtechnik.
Die zwei größten Anwendungsgebiete für M4 PLANT sind 3D-Layoutplanung in der Fabrikplanung und der Anlagenbau. In der Fabrikplanung werden mit der Software Produktions- und Lagerflächen inklusive der gesamten Aufstellungsplanung geplant. Im Bereich Anlagenbau wird die Software beispielsweise zur Planung von Chemie-, Kühlungs- oder Wasseraufbereitungsanlagen genutzt. Gleichfalls wird die Software zur Planung von Anlagen im Bereich der erneuerbaren Energien verwendet.